# Jardin botanique de Machhad
Le jardin botanique de Machhad est un jardin botanique situé à Machhad (ou Mashhad) au nord-est de l'Iran et fondé en 1997. Il présente sur vingt-deux hectares des collections de plantes tropicales et subtropicales. Il dépend administrativement du jardin botanique national d'Iran (Téhéran). Son but est d'étudier l'acclimatation de plantes et de gérer des collections de plantes (dont en particulier des crocus et pistachiers endémiques) dans un but scientifique, ainsi que la culture de plantes en danger et protégées. Le jardin possède une banque de semences importante qui permet l'échange avec diverses institutions iraniennes ou étrangères. L'établissement s'informe également de l'existence de nouvelles plantes et établit des sélections dans un but commercial, médical, etc.
Le jardin botanique est aussi un lieu de repos ou de tourisme pour la population locale qui vient s'y promener.

## Source
- (es) Cet article est partiellement ou en totalité issu de l’article de Wikipédia en espagnol intitulé « Jardín Botánico de Mashhad » (voir la liste des auteurs).